# 25140 Schmedemann
25140 Schmedemann è un asteroide della fascia principale. Scoperto nel 1998, presenta un'orbita caratterizzata da un semiasse maggiore pari a 2,4484693 UA e da un'eccentricità di 0,2118874, inclinata di 5,38641° rispetto all'eclittica.